# Sent German e las Vèrnhas
Sent German las Vernhas (en francès Saint-Germain-les-Vergnes) és un municipi francès situat al departament de la Corresa i a la regió de la Nova Aquitània.

## Demografia
| 1962                                       | 1968 | 1975 | 1982 | 1990 | 1999 | 2007 |
| ------------------------------------------ | ---- | ---- | ---- | ---- | ---- | ---- |
| 764                                        | 804  | 818  | 854  | 914  | 845  | 924  |
| Des de 1962: població sense dobles comptes |      |      |      |      |      |      |

## Administració
| Període   | Identitat          | Partit |
| --------- | ------------------ | ------ |
| 2001-2008 | Jean-Pierre Delmas |        |
| 2008-     | Alain Penot        |        |